# 茶葉蛋事件

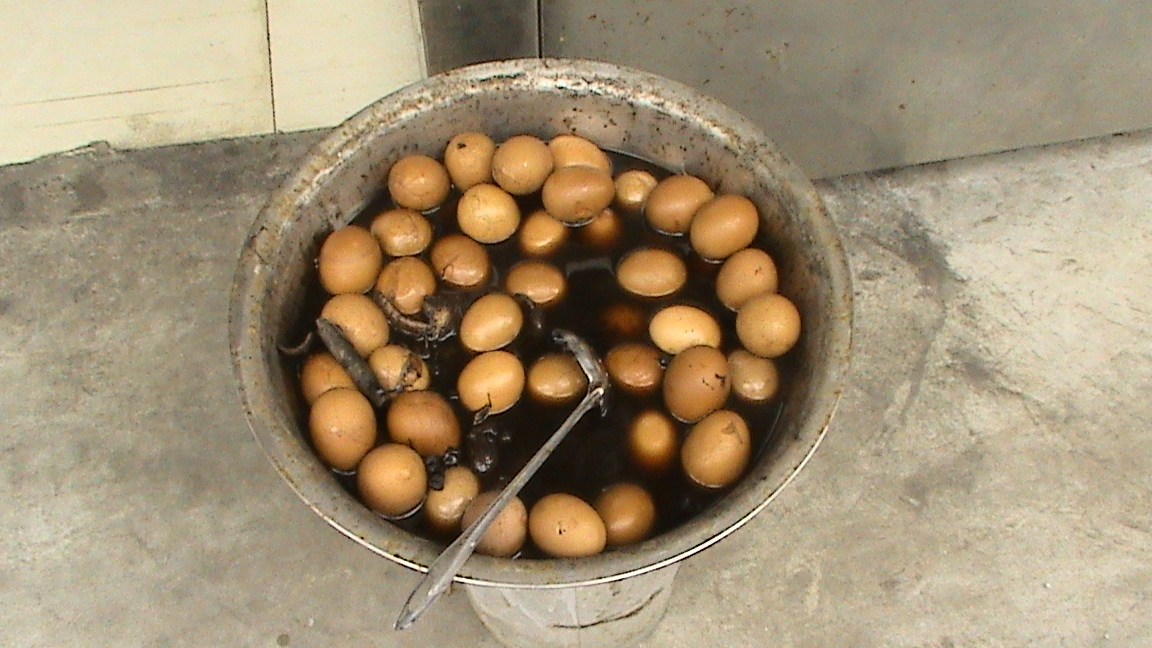
台灣教授高志斌认为大陸百姓收入低消費不起茶葉蛋

2011年的中視一档台湾综艺和談話性節目對大陸社會現狀的討論，其中包含台灣名嘴對中國大陆經濟、地域、風俗習慣和消費水準等各方面的討論，「茶葉蛋事件」是对以上种种言论的统称。

## 经过
有網民於2011年在中國的社群網站天涯社區發帖，內容指出台灣人高志斌在台灣的中視於2011年8月13日播出的《美食in象勇闖大陸市場發展》上說道，大陸百姓收入低消費不起茶葉蛋、吃不起冷凍水餃和在深圳火車站吃泡麵而引來五、六十人圍觀等誇張言論，隨後引來眾多網友嘲諷。
2013年11月2日，又有網友於天涯社區貼文，其題目為《【热】发现一个好玩的贴，原来台湾人是这么看我们的！》，文中貼滿了各種台灣綜藝節目、談話性節目和政論節目等各式各樣的截圖，圖片顯示的内容包括“大陸人消費不起茶葉蛋”“消費不起冷凍水餃”“大陸人不敢追台灣女生，因為台灣女生太漂亮怕高攀不起”“大陸孕婦以前不用坐月子，是台灣把風潮带到大陸的時候才流行起來”等各種言論，這些言論隨即受到大量大陆網友回覆，到11月7日為止，回覆量達到8012次，點閱率達到1276304人次。然而天涯社區的貼文並沒有得到廣泛強烈的回應，事件的轉折點為11月2日名為“八卦_我实在是太CJ了”的大陆新浪微博網友將天涯的帖子和圖片轉載到微博後，立即引來眾多中國大陆網友轉發和評論。
2014年1月，一名广州老板在市区珠江新城自费购买并免费派送10万个茶叶蛋，以回应高志斌言论。

## 后续
對於台灣電視名嘴對“茶葉蛋”的一則言論，有新聞記者曾經求證當事人高志斌，高志斌在電話解釋為“各地的經濟及風俗民情不同，你不能用溫州去跟內地的（相比），或者是中國大陸的幾個都市，鄭州或河南的鄉村（相比），它的確是有一大半的鄉鎮城市連一顆茶葉蛋都買不起。”但此番言論卻引來大陆網友回嗆，說河南無故中槍，並有網友回覆“我河南三線小城市，我能說茶葉蛋大街上確實没有，因為我們都不喜歡吃那玩意兒”。
2022年9月2日，有中国大陆民用无人机进入金门空域，投下一枚卤蛋和一包榨菜。据无人机操作者“泉州机长”称，此次空投是对台湾名嘴宣称“大陆人民吃不起茶叶蛋和榨菜”的回应。